# 30720 Fernándezlajús
30720 Fernándezlajús eller 1969 GB är en asteroid i huvudbältet som upptäcktes den 9 april 1969 av den argentinska astronomn Carlos U. Cesco vid Leoncito Astronomical Complex. Den är uppkallad efter den argentinske astronomen Eduardo Fernández Lajús.